# Benno Budar

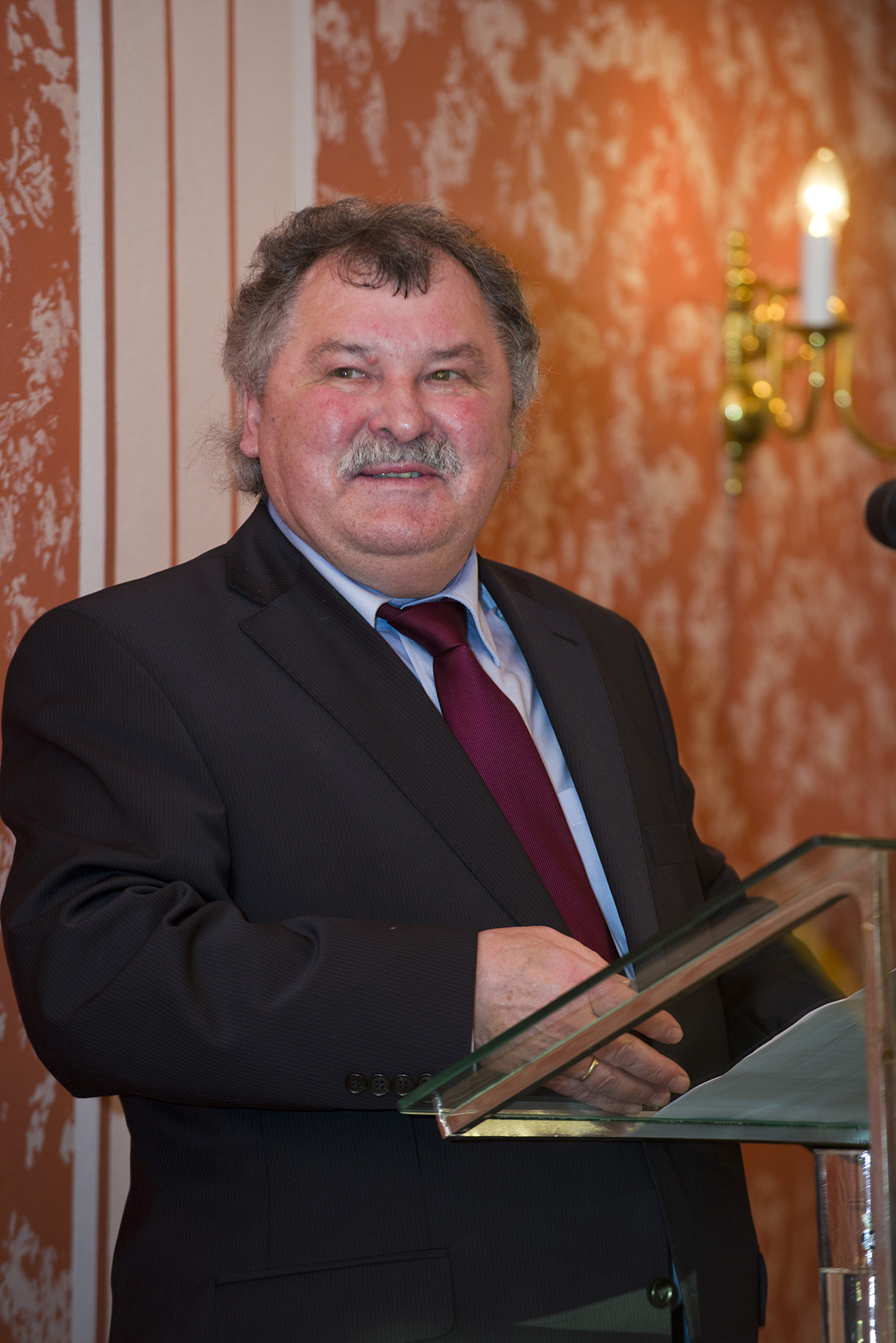
Benno Budar (2013)

Benno Budar (sorbisch Beno Budar; * 19. März 1946 in Wittichenau; † 8. Oktober 2023 in Dreihäuser) war ein sorbischer Schriftsteller, Übersetzer und Redakteur.

## Leben
Benno Budar besuchte in Wittichenau, Doberschütz, Ralbitz und Cunnewitz sorbische Schuleinrichtungen und ab 1960 die Erweiterte sorbische Oberschule in Bautzen, wo er auch 1964 sein Abitur absolvierte. Nach seiner Schulzeit begann er in Leipzig mit einem Slawistikstudium, welches er erfolgreich im Jahr 1969 als Diplom-Slawist beendete. Ab 1969 war er Belletristiklektor beim Domowina-Verlag in Bautzen. In der Wendezeit 1989/90 engagierte sich Budar in der oppositionellen Sorbischen Volksversammlung.
Ab den 1990er Jahren war er Redakteur bei der obersorbischen Kinderzeitschrift Płomjo und ab 1994 auch Chefredakteur der niedersorbischen Ausgabe Płomje. Seit 1998 war er Leiter des Rosenthaler Literaturzirkels. 2013 erhielt Budar den Ćišinski-Preis der Stiftung für das sorbische Volk als Anerkennung „für sein umfangreiches literarisches, kulturgeschichtliches und identitätsstiftendes Schaffen und für die Förderung des wechselseitigen slawischen Verständnisses.“
Budar lebte in Dreihäuser (Horni Hajnk) in der Gemeinde Räckelwitz, wo er im Oktober 2023 starb.

## Mitgliedschaft
- Arbeitskreis sorbischer Schriftsteller seit 1969
- Sorbischer Künstlerbund seit 1990

## Werke (Beispiele)
- Gedichtband Mikus a Dajkus (1978)
- So bin ich die Letzte (1981), später auch verfilmt, siehe Časnik
- Osterreiter Theaterstück (1991)
- Wokomiki słónca (2001)
- Tež ja mějach zbožo (2006)
- Hörspiel Mała Sněženka 3 (2007)
- Widźu nana, widźu mać (2007)
- Anthologie sorbischer Prosa Cyblowe suknički (2008)
- Serbska poezija 38 – Beno Budar (2009)
- Hörbuch für Kinder Cowboy Tom abo dyrdomdej ze zaka (2009)
- Gedichtband Dźens sym połsta dubow sadźił (2011)

## Verfilmung
- 1984: Unruhe – Wopyt, DEFA-Kurzspielfilm, Regie: Toni Bruk[4]